# Епархия Кутанса
Епархия Кутанса (– Авранша) (лат. Dioecesis Constantiensis (-Abrincensis), фр. Diocèse de Coutances et Avranches) — епархия в составе митрополии Руана Римско-католической церкви во Франции. В настоящее время кафедра епархии вакантна. Почётный епископ — Жак-Луи-Мари-Жозеф Фие.
Клир епархии включает 255 священников (252 епархиальных и 3 монашествующих священников), 33 диакона, 12 монахов, 300 монахинь.
Адрес епархии: 6-8 rue du Pertuis Trouard, B.P. 129, 50201 Coutances CEDEX, France.

## Территория
В юрисдикцию епархии входит 63 прихода в департаменте Манш во Франции.
Все приходы объединены в 3 архидьяконата и 15 деканатов.
Кафедра епископа находится в городе Кутанс в церкви Нотр Дам де Кутанс. В городе Авранш  находился бывший собор Святого Андрея, разрушенный в 1794 году.

## История
Кафедра Кутанса была основана в V веке. Первым известным по имени епископом Кутанса является святой Эрептиоль. Список епископов первого тысячелетия не полон. Имена архиереев, занимавших кафедру до VIII века указаны в единственном источнике – регистрах кафедральной церкви.
После вторжения норманнов в 911 году, епископ Тьерри перенес епископскую резиденцию в Руан. В 1025 году епископ Эрбер переехал из Руана в Сен-Ло и, наконец, во второй половине XI века епископ Жоффруа де Монбрэ вернулся в Кутанс, где в 1056 году начал строительство собора.
В средние века епископам Кутанса была дарована привилегия носить паллий, который, как правило, носили архиепископы-митрополиты. В 1978 году Папа Павел VI лишил их этой привилегии.
В 1510 году последним епископом, избранным капитулом, стал Адриен Гуффье де Буасси. Затем, право поставления епископов Кутанса перешло к королям Франции и Святому Престолу.
В 1562 году гугеноты захватили город Кутанс, откуда были изгнаны католиками в 1575 году.
В 1569 году юрисдикция епископов  Кутанса распространилась и на Нормандские острова.
В XVII веке собор Нотр Дам де Кутанс стал первой церковью в мире, в которой был установлен алтарь, посвященный Святейшему Сердцу Иисуса. Инициатором установления алтаря был святой Иоанн Эд.
После конкордата 1801 года буллой Qui Christi Domini Папы Пия VII от 29 ноября 1801 года в состав епархии Кутанса вошла территория упраздненной епархии Авранша.
12 июля 1854 года епископам Кутанса было позволено носить также титул епископов Авранша.
В 1995 и 2005 годах было утверждено новое административное деление епархии.

## Ординарии епархии
- святой Эрептиол[фр.] (430 – 460);
- святой Экзуперат (473 – 500);
- святой Леонтиан (500 – 512);
- святой Поссессор (512 – 09.01.523);
- святой Лаутон[фр.]  (525 – 565);
- святой Румфарий[фр.] (566 – 586);
- святой Урсин (VI век);
- святой Ульфоберт (600 – 610);
- святой Лупицин (610 – 640);
- Неп (VII век);
- святой Карибон (640 – 650);
- святой Вальдомар (650 – 660);
- святой Ульдерик (660 – 674);
- святой Фромонд[фр.] (677 – 690);
- святой Вильберт (Альдеберт) (693);
- святой Агафий из Кутанса[фр.] (VII/VIII век);
- Ливин (VIII век);
- Вильфрид (VIII век);
- Иисус (VIII век);
- Лев (VIII век);
- Ангулон (VIII век);
- Губерт (VIII/IX век);
- Виллард (820 – 840);
- Эрлоин (840 – 862);
- Сигенанд (862 – 880);
- Лист (880 – 886);
- Рагенард (886 – 890);
- Эрлебольд (упоминается в 906);
- Агеберт (X век);
- Теодорик (911);
- Герберт (X век);
- святой Альгеронд (X век);
- Гиллеберт (X век);
- Юг I (989 – 1025);
- Эрбер (1025 – 1026) – назначен епископом Лизье;
- Робер (1026 – 1048);
- Жоффруа де Монбре (1049 – 02.02.1093);
- Рауль (1093 – 1110);
- Роже (1114 – 1123);
- Ришар де Бри (1124 – 1131);
- Альгар (1132 – 07.11.1150);
- Ришар де Боон (1151 – 1179);
- Гильом де Турнебю (1183 – 1202);
- Вивьен де л'Этанг (1202 – 15.02.1208);
- Юг II де Морвиль (1208 – 27.10.1238);
- Неизвестный по имени (30.04.1244 - 1244/1245) – бенедиктинец;
- Жильон (22.02.1245 – 1246);
- Жиль де Кан (1246 – 01.12.1248) – доминиканец;
- Жан д'Эссе (1251 – 31.10.1274);
  - Sede vacante (1274 – 1282);
- Эсташ Ле Корделье (1282 – 07.08.1291) – францисканец;
- Робер де Аркур (1291 – 07.03.1315);
- Гильом де Тьёвиль (1315 – 31.10.1345);
- Луи Эрпен д'Эркери (09.01.1346 – 1370);
- Сильвестр де Ла Сервель (24.03.1371 – 03.09.1386);
- Николя де Толон (05.10.1386 – 26.08.1387) – назначен епископом Отена;
- Гильом де Кревкёр (26.08.1387 – 20.04.1408);
- Жиль де Шам (02.10.1409 – 05.03.1413);
- Жан де Марль (02.04.1414 – 12.06.1418);
- Пандольфо Малатеста (07.10.1418 – 10.05.1424) – назначен архиепископом Патрасс;
- Филибер де Монжё (10.05.1424 – 20.06.1439);
- Жиль де Дюремор (1439 – 29.07.1444);
- Джованни Кастильоне (02.09.1444 – 03.10.1453) – назначен епископом Павии;
- Ришар Оливье де Лонгей (03.10.1453 – 19.08.1470);
- Николя Маффе (Николо Маффеи) (1470);
- Бенуа де Монферран (1470 – 15.07.1476) – назначен епископом Лозанны;
- Джулиано делла Ровере (15.07.1476 – 03.12.1477) –  назначен епископом Вивье, после избран Папой под именем Юлия II;
- Галеаццо делла Ровере (03.12.1477 – 03.07.1478 – назначен епископом Ажена;
- Жоффруа Эрбер (03.07.1478 – 01.02.1510);
- Адриен Гуффье де Буасси (15.04.1510 – 06.06.1519) – назначен апостольским администратором Альби;
- Бернардо Довици Биббиена (09.09.1519 – 09.11.1520) – апостольский администратор;
- Рене де Бреш де Ла Тремойль (28.07.1525 – 19.11.1529) – бенедиктинец;
- Филипп де Коссе-Бриссак (09.03.1530 – 24.11.1548) – бенедиктинец;
- Пайен Ле Сюэр д'Эскето (09.01.1549 – 24.12.1551);
- Этьенн Мартель де Баквиль (16.09.1552 – 26.05.1560);
- Артюр де Коссе-Бриссак (02.10.1560 – 07.10.1587);
- Лансело Гуайон де Матиньон (1587 – 1588) – избранный епископ;
- Джон Лесли (16.12.1592 – 31.05.1596);
- Николя де Брируа (15.09.1597 – 22.03.1620);
- Гильом Ле Блан (21.06.1621 – 1621) – избранный епископ;
- Жак де Карбоннель (1621);
- Николя Бургуэн (10.05.1623 – 19.04.1625);
- Леонор I Гуайон де Матиньон (29.03.1632 – 1646);
- Клод Оври (03.12.1646 – 1658);
- Эсташ Ле Клерк де Лессевиль (13.01.1659 – 03.12.1665);
- Шарль-Франсуа де Ломени де Бриенн (12.12.1667 – 07.04.1720);
- Леонор II Гуайон де Матиньон (01.12.1721 – 03.04./29.05.1757);
- Жак Ле Февр дю Кеснуа (18.07.1757 – 09.09.1764);
- Анж-Франсуа де Таларю де Шальмазель (04.02.1765 – 20.03.1798);
  - Франсуа Бешерель (1791 – 1802) – антиепископ;
  - Sede vacante  (1798 – 1802);
- Клод-Луи Руссо (09.04.1802 – 03.08.1807) – назначен епископом Орлеана;
- Пьер Дюпон де Пурса  (03.08.1807 – 17.09.1835);
- Луи-Жан-Жюльен Рибью де Ла Треонне (06.12.1835 – 1852);
- Жак-Луи Даниэль (09.12.1852 – 04.07.1862);
- Жан-Пьер Бравар (12.08.1862 – 27.11.1875);
- Абель-Анастас Жермен (19.11.1875 – 12.11.1897);
- Жозеф Герар (08.07.1898 – 19.07.1924);
- Теофиль-Мари Лувар (31.10.1924 – 08.04.1950);
- Луи-Жан-Фредерик Гюйо (08.04.1950 – 28.04.1966) – назначен архиепископом Тулузы;
- Жозеф-Гюстав-Франсуа Викар (02.09.1966 – 03.11.1988);
- Жак Луи Жозе Фиэй (22.04.1989 – 02.10.2006);
- Станислас Лаланн (4 апреля 2007 — 31 января 2013), назначен епископом Понтуаза;
- Лоран Ле Бульш (с 5 сентября 2013 года)

## Статистика
На сентябрь 2013 года из 503 700 человек, проживающих на территории епархии, католиками являлись 410 200 человек, что соответствует 81,4 % от общего числа населения епархии.
| год  | население | население | население | священники | священники        | священники         | священники                           | постоянные диаконы | монахи  | монахи  | приходы |
| год  | католики  | всего     | %         | всего      | белое духовенство | черное духовенство | число католиков на одного священника | постоянные диаконы | мужчины | женщины | приходы |
| ---- | --------- | --------- | --------- | ---------- | ----------------- | ------------------ | ------------------------------------ | ------------------ | ------- | ------- | ------- |
| 1950 | 416.000   | 426.238   | 97,6      | 741        | 695               | 46                 | 561                                  |                    | 160     | 2.075   | 668     |
| 1969 | 452.000   | 464.406   | 97,3      | 583        | 534               | 49                 | 775                                  |                    | 94      | 1.280   | 317     |
| 1980 | 439.000   | 456.700   | 96,1      | 556        | 527               | 29                 | 789                                  |                    | 42      | 920     | 670     |
| 1990 | 466.000   | 485.000   | 96,1      | 400        | 380               | 20                 | 1.165                                | 12                 | 35      | 708     | 670     |
| 1999 | 447.000   | 502.000   | 89,0      | 301        | 301               |                    | 1.485                                | 27                 | 15      | 527     | 128     |
| 2000 | 449.000   | 505.000   | 88,9      | 300        | 300               |                    | 1.496                                | 26                 | 15      | 534     | 74      |
| 2001 | 400.000   | 479.636   | 83,4      | 300        | 296               | 4                  | 1.333                                | 28                 | 15      | 438     | 75      |
| 2002 | 400.000   | 480.000   | 83,3      | 342        | 324               | 18                 | 1.169                                | 32                 | 34      | 412     | 74      |
| 2003 | 400.000   | 480.000   | 83,3      | 284        | 269               | 15                 | 1.408                                | 32                 | 29      | 379     | 73      |
| 2004 | 400.000   | 480.000   | 83,3      | 261        | 257               | 4                  | 1.532                                | 31                 | 17      | 351     | 71      |
| 2006 | 405.000   | 486.000   | 83,3      | 252        | 3                 | 255                | 1.588                                | 33                 | 12      | 300     | 63      |